# 赫布里澤爾姆山
62°30′58.2″S 59°51′40″W / 62.516167°S 59.86111°W

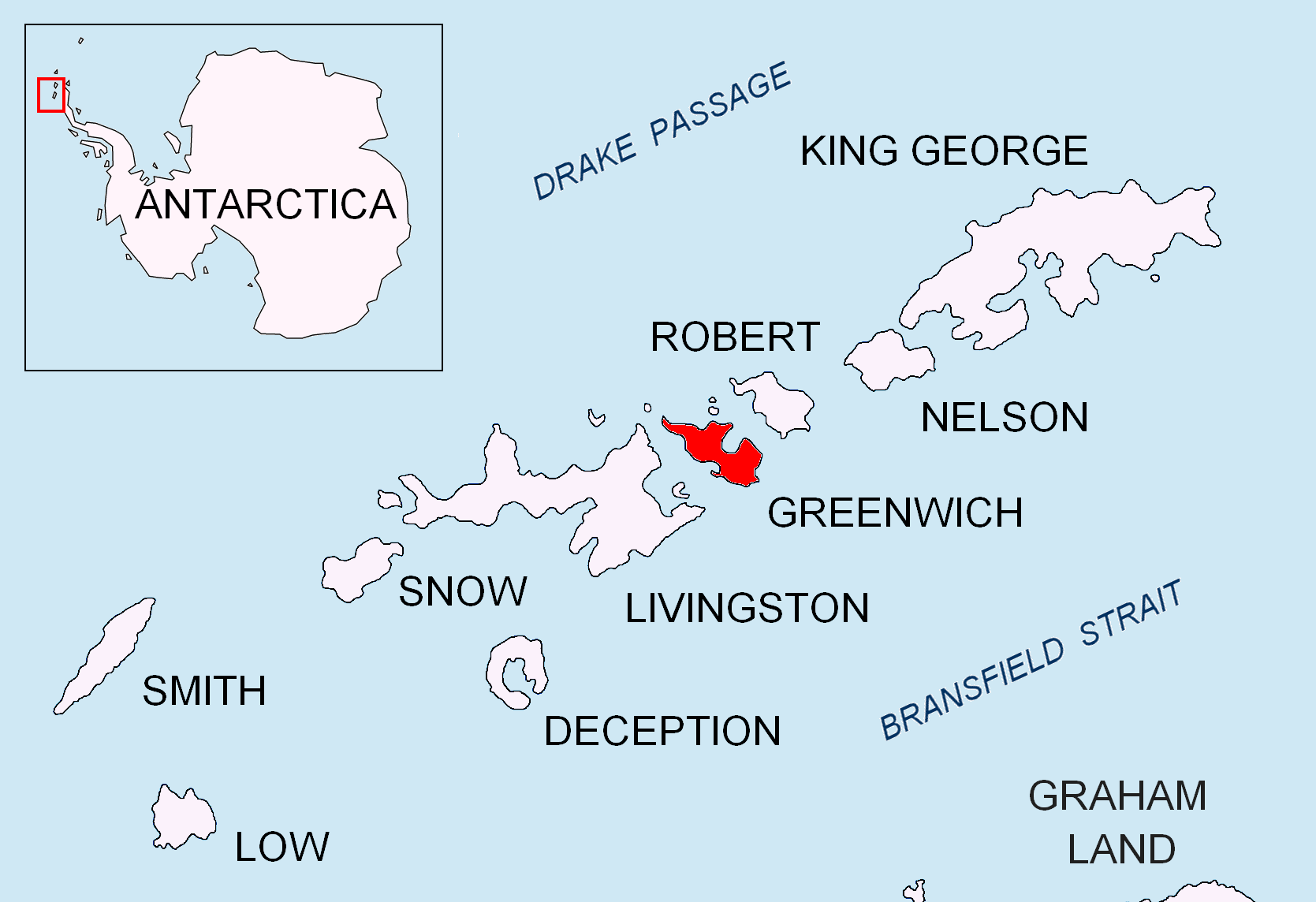

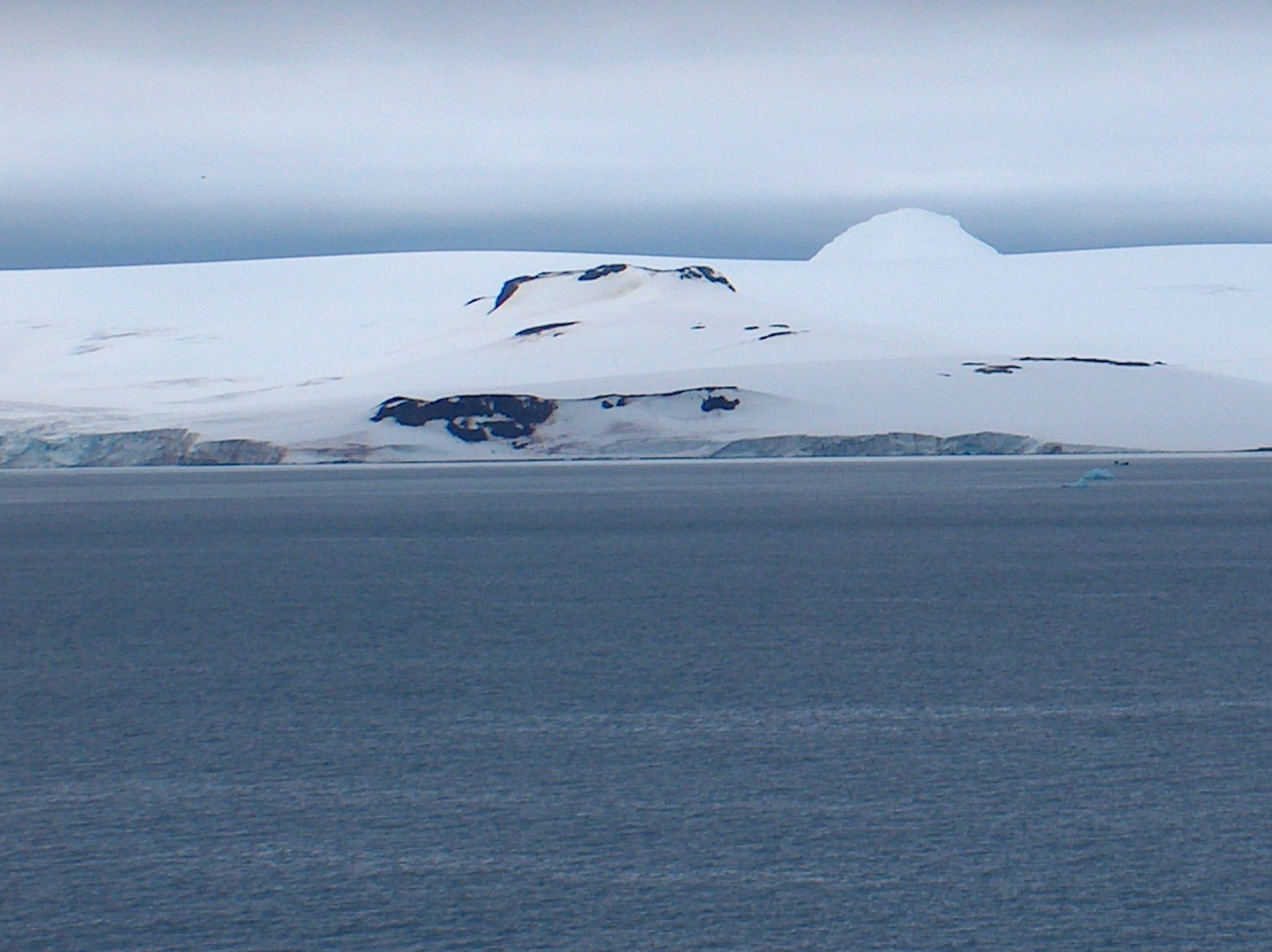

赫布里澤爾姆山是南極洲的山峰，位於南設得蘭群島的格林尼治島，處於特賴安格爾角西北面1.1公里和泰勒嶺西南面1.95公里，海拔高度70米。

## 外部連結
- SCAR Composite Gazetteer of Antarctica （页面存档备份，存于）.